# Moerasbuulbuul
De moerasbuulbuul (Thescelocichla leucopleura) is een zangvogel uit de familie van de buulbuuls en het monotypische geslacht Thescelocichla. De moerasbuulbuul komt vooral voor in een West- en Midden-Afrika ten zuiden van de Sahara.

## Kenmerken
De moerasbuulbuul is 25 cm lang. Het een donker olijfbruin gekleurde buulbuul van boven met op de buik en borst grijs, op de onderbuik heel licht geelbruin. Zeer opvallend zijn de witte uiteinden van de bruine staartpennen. De kop is licht met grijze streepjes. Er is geen verschil tussen mannetjes en vrouwtjes.

## Status en leefgebied
De moerasbuulbuul leeft in natte gebieden met dicht bos en struikgewas, vooral met palmsoorten die in moerassen gedijen (de Engelse naam is Palm Swamp Bulbul).

## Status
De moerasbuulbuul heeft een groot verspreidingsgebied waardoor de kans op de status kwetsbaar (voor uitsterven) uiterst gering is. De grootte van de populatie is niet gekwantificeerd, maar de vogel is algemeen in geschikt habitat, daarom staat deze buulbuul als niet bedreigd op de Rode Lijst van de IUCN.